# Балабанов Костянтин Васильович
Костянти́н Васи́льович Балаба́нов (нар. 4 жовтня 1949, с. Малоянисоль) — доктор політичних наук, професор, член-кореспондент НАПН України (2010), ректор Маріупольського державного університету (1992 - 2020 рр.),  радник ректора Маріупольського державного університету, професор МДУ (2020 - по теперішній час), заслужений працівник освіти України (2004), член-кореспондент академічного філологічного товариства «Парнас» (Греція) (2007) і Пелорітанської академії (Італія) (2008), Почесний доктор Янінського університету та Фракійського університету імені Демокріта (Греція) 2018 рік, Почесний генеральний консул Республіки Кіпр у Маріуполі (2006). 

## Життєпис

### Освіта
1966 року закінчив Куйбишевську середню школу зі срібною медаллю, у 1970 році — історичний факультет Донецького державного університету. Після закінчення ДДУ викладав історію в сільській школі, служив в армії, працював на комсомолі. Захистив достроково дисертацію на здобуття наукового ступеня кандидата історичних наук (1984). У 1989—1992 роках навчався в докторантурі Київського національного університету імені Тараса Шевченка під науковим керівництвом всесвітньо відомого вченого, академіка Івана Федоровича Кураса, захистив докторську дисертацію у 1995 році. 

### Діяльність
Працювати в системі вищої освіти почав у 1982 році в Донецькому державному університеті спочатку асистентом, потім старшим викладачем кафедри, доцентом.
З 1992 року по 2020 рік — ректор Маріупольського державного університету. Під його керівництвом був сформований високопрофесійний колектив, результативна робота якого забезпечила стрімке проходження всіх етапів становлення навчального закладу: від гуманітарного коледжу при Донецькому державному університеті до класичного університету.
2001—2015 роки — завідувач кафедри міжнародних відносин та зовнішньої політики МДУ.
У 2006 році рішенням Уряду Республіки Кіпр призначений Почесним консулом Республіки Кіпр у Маріуполі. Обраний членом Ради директорів Європейської організації публічного права. 2010 рік — обраний членом-кореспондентом Національної академії педагогічних наук України за відділенням вищої школи. 2016 рік — Указом Президента Республіки Кіпр Нікоса Анастасіадіса К. Балабанову присвоєний дипломатичний ранг Почесного Генерального консула Республіки Кіпр у Маріуполі.
Відомий вчений, фахівець з питань міжнародних відносин і зовнішньої політики, інтернаціоналізації вищої освіти, розвитку українсько-грецьких і українсько-кіпрських відносин. Є керівником наукової школи з теорії міждержавного та регіонального співробітництва.
Автор понад 300 наукових праць, у тому числі особистих та колективних монографій, підручників, наукових статей і доповідей, опублікованих в Україні, в Греції, на Кіпрі, в Італії, Польщі, Австралії та ін. Наукові розробки К. В. Балабанова стали основою для подальших досліджень молодих учених. Під його керівництвом захищено 1 докторська, 16 кандидатських дисертацій з проблем політології.
Член міжнародної редколегії журналу Європейської організації публічного права (Афіни), член редакційної ради всеукраїнського наукового щорічника «Україна дипломатична», наукового вісника «Вісник МДУ» (серія «Історія. Політологія», який внесений до переліку наукових фахових видань).
Зробив вагомий особистий внесок в організацію візитів керівників іноземних держав в Україну: Президента Грецької Республіки Костантіноса Стефанопулоса (1997), Президента Грецької Республіки Каролоса Папуляса (2008), Президента Республіки Кіпр Дімітріса Хрістофіаса (2011). Під час своїх візитів в Україну, вони також відвідали Маріуполь, де були обрані почесними громадянами міста Маріуполя і почесними професорами Маріупольського державного університету.

## Нагороди та звання
- Орден князя Ярослава Мудрого V ступеня (2009), IV ступеня (28 листопада 2019) — за значний особистий внесок у державне будівництво, соціально-економічний, науково-технічний, культурно-освітній розвиток Української держави, вагомі трудові досягнення, багаторічну сумлінну працю[3]
- Орден «За заслуги» І, ІІ, ІІІ ступенів (1999, 2002, 2007 рр.)
- медалі Національної академії педагогічних наук України «Костянтин Ушинський» (2009), «Григорій Сковорода» (2014)[4][5] , «Іван Франко» (2019)[6], «Володимир Мономах» (2021)
- Орден «Честь» (Греція) (1997)
- Орден «Зірка італійської солідарності» (2008)
- Орден «Зірка Італії» (Італія) (2014)[7]
- Орден рівноапостольного князя Володимира I і II ступенів (2003, 2009 рр.)
- Почесний громадянин міста Асклепіон (Греція) (2000), Почесний громадянин Маріуполя (2000)[8], Нікольського району та села Малоянисоль (2004)
- Почесний титул «Посланець еллінізму» (2004)
- Почесний генеральний консул Республіки Кіпр у Маріуполі (2016)[9]
- За оцінкою американського журналу «Time» 1997 року, Костянтин Балабанов є одним із восьми найвидатніших греків зарубіжжя, які своєю діяльністю в галузі науки, культури і економіки отримали світове визнання.